# Stellaria dicranoides
Stellaria dicranoides är en nejlikväxtart som först beskrevs av Adelbert von Chamisso och Schltdl., och fick sitt nu gällande namn av Edward Fenzl. Stellaria dicranoides ingår i släktet stjärnblommor, och familjen nejlikväxter. Inga underarter finns listade i Catalogue of Life.